# .id
.id е интернет домейн от първо ниво за Индонезия. Администрира се от PANDI. Представен е през 1993 г., но става напълно функционален през 1996 г.

## Домейни от второ ниво
- ac.id
- co.id
- net.id
- or.id
- web.id
- sch.id
- mil.id
- go.id
- war.net.id